# 長瀬萌々子
長瀬 萌々子（ながせ ももこ）は、NHKのアナウンサー。

## 人物
福島県いわき市出身。福島県立磐城高等学校を経て、早稲田大学を卒業後、2022年にNHKへ入局。初任地は福岡放送局。

## 嗜好・挿話
- 大学時代はお笑いサークル「早稲田大学お笑い工房LUDO」に所属し、男女コンビ「蛍光レイン」を組んでコントを演じていた[3][4]。また、セント・フォース直営のアナウンススクール「セント・フォースカレッジ」を受講。カレッジ生として、セント・フォース・スプラウトのメンバーが週替わりで出演するバラエティー番組「gee up sprout」に出演し、のちにテレビ朝日アナウンサーとなる鈴木新彩と共演を果たしている。
- 入局後1年で長崎放送局へ異動となり[5]、『イブニング長崎』に代わって始まる新番組『ぎゅっと!長崎』のキャスターを2023年4月3日から担当。

## 現在の担当番組
- ぎゅっと!長崎（サブキャスター、2023年4月3日 - ）（西永里花と隔週で担当）[6]
  - 守屋瞭の代理 月曜 - 木曜メインキャスター（2024年11月25日 - 12月19日）
- 長崎県のニュース・中継・リポート

## 過去の担当番組

### 福岡放送局時代（2022年度）
- 福岡県・九州沖縄のニュース・気象情報・中継・リポート
- はっけんラジオ（ローテーション制）
- ラジオニュース（九州沖縄、R1・FM）の泊まり勤務担当[注釈 1]
- ニュース845福岡（2022年6月17日、9月2日、12月14日、12月21日、2023年3月20日）
- ニュース645福岡（2022年7月16日、2023年1月7日、1月14日、2月4日、2月11日、3月19日）
- ロクいち!福岡（中継・リポート、不定期）

### 長崎放送局時代（2023年度 - ）
- 統一地方選挙2023長崎 開票速報（2023年4月23日) - 中継・リポート
- 令和5年長崎平和祈念式典中継（2023年8月9日・全国放送） - ラジオ進行
- 長崎原爆の日「被爆78年 つなげよう、あの日のバトン」（2023年8月9日・長崎県のみ） - ナレーション
- 衆議院長崎4区補欠選挙開票速報（2023年10月22日） - 中継・リポート
- 今夜も生でさだまさし「でんでら長崎 よかよかフライデー」（2023年10月27日） - PRコーナー
- 長崎スペシャル
  - 「ユクサキナガサキ 見つけたい私たちの未来」（2023年12月8日） - 司会・語り
  - 「黒崎煌代  心も体もアッツアツ　冬の雲仙市」（2024年2月9日）- 旅人
- はっけんラジオ
  - はっけんラジオ from長崎「雲仙普賢岳をテーマに防災教育」（2023年12月15日） - 長崎局より
- あさイチ（2024年1月25日「愛でたいnippon 長崎 アツアツ! 雲仙市」） - リポート・スタジオ出演